# ホワイトプラン
ホワイトプランは、ソフトバンク株式会社がSoftBankブランド向けに提供する携帯電話の料金プラン。
旧ソフトバンクモバイル時代の2007年1月5日発表、2007年1月16日より提供開始(初代ホワイトプランの日程。2代目のNと現行のRが語尾につくものとの違いなどは後述)。
2018年6月27日をもって新規契約の受付を終了した。
ディズニー・モバイル on SoftBankでも同等の内容で提供されており、「ホワイトプラン(D)」の名称となっているが、原則ソフトバンクの内容に準じて提供されるため、本項で併せて説明する。

## 概要
ソフトバンク契約回線（ディズニー・モバイル契約回線、iPhone 3G及びプリペイド契約を含む）への音声通話が無料となる音声通話定額プラン。ただし時間帯制限があり、通話料が無料になるのは1時から21時までの国内通話に限られる（家族間通話は終日無料）。通話トラフィックの集中する21時～翌1時と、ソフトバンク携帯電話以外への通話は30秒20円（税別）で課金される。基本使用料は934円（税別）。
ソフトバンク同士のメール送受信は終日無料(2Gはスカイメールのみ)、他社からのメールは全角50文字相当まで無料、それ以上でも全文受信しない限り受信無料である。ただし、ウェブやS!メールの利用には、「S!ベーシックパック」（月額税別300円）への加入が必要となる。
なお、3Gで別料金プランからの変更の場合、デュアルパケット定額・パケット定額・パケット定額ライトを契約している場合、自動的にパケットし放題に変更になる。
スマ放題登場までは、同社の主力料金プランであった。一部マスメディアや他社ユーザからは同社がホワイトプランしか提供していないかのような扱いを受けることがあるが、3G契約では他の料金プラン（ゴールドプラン、オレンジプラン、ブループラン）も提供しており、好きな料金プランを選択できる（ただし、ディズニー・モバイルの場合は「ホワイトプラン(D)」のみである）。また、4G/LTE 契約では、2015年12月時点では、スマ放題での契約が事実上必須となったが、それまでは、他社も料金プラン選択の余地は少ない状態だった。
なお、サービス内容が一部改定されたホワイトプランN・ホワイトプランRについては同項を参照のこと。
端末購入に新スーパーボーナスを利用し分割払いする場合、月月割（旧：新スーパーボーナス特別割引）の対象は毎月の割賦払金額そのものではなく、基本料金を除いた携帯利用料金であるため、端末代金も含めたトータルの請求額の下限は、割賦金に税込980円（2014年4月1日から1008円）（基本料金）を足した金額になる。一括払いで購入した場合の請求額下限は、税込980円である。実際の請求には、これにユニバーサルサービス料が加わることになる。
他社のプランで、同等のプランは、KDDI/沖縄セルラー電話が2011年9月28日以降提供している、「プランZシンプル」(あるいは、後に登場したLTE契約での「LTEプラン」やVoLTE契約の「LTEプラン(V)」なども同様)が相当する。旧イー・アクセスが提供していた「4G-Sプラン」や当社がY!mobileブランドで提供するケータイプランSSもほぼ同様である。

### ホワイトプラン (2007)
最初のホワイトプランでは、ゴールドプランにおける一連の問題への反省を踏まえ、新スーパーボーナス必須などの付帯条件は一切ない。また、契約継続期間による割引もない。
サービス改訂に伴い、2010年4月26日までで受付を終了した。2010年4月26日までの「ホワイトプラン」契約者については従前のままであり、新しい「ホワイトプラン N」へ移行するには利用者自身が手続きする必要がある。機種変更、名義変更、承継の場合でも、従来のホワイトプランを継続できる。

#### 6ヶ月契約
ホワイトプランのリニューアルにより、6ヶ月契約は2010年4月26日をもって受付を終了した。
他のプランで契約解除料がかかる割引サービス（ハッピーボーナス、年間割引など）に加入している者が、契約解除料なしにホワイトプランに変更するために申し込むことができた。プラン変更後6ヶ月間の継続利用により、それまでの割引サービスの契約解除料が免除となる（なお、このサービスの性格上、それ以外の割引などは一切ない）。ただし、6ヶ月以内に解約した場合、契約の解除をした場合は5,250円（税込）の契約解除料がかかる。オンライン（My SoftBank）で変更すると、ハッピーボーナス・年間契約などは6ヶ月契約に自動移行となる。日本で一般的な年間割引サービスと違い、利用していた割引サービスの契約解除料を免除するためのものなので、6ヶ月経過後の更新はない。
なお、新スーパーボーナス契約中は年間割引などの割引サービスの契約解除料が免除されるという特典があるため、新スーパーボーナス利用者はブループランなど他プランからホワイトプランに変更する際でも6ヶ月契約に加入する必要はない。

### ホワイトプランN
2010年4月19日にサービス改定が発表され、2010年4月27日以降の契約者は「ホワイトプランN」として2年契約が必須となり、その代わりに2年契約の更新月の翌月から2か月間（初回は26か月目と27か月目）の基本料金が無料となる。「新スーパーボーナス」による月月割と割賦金支払い期間を考慮して、初回の更新月のみ2か月間（25か月目と26か月目）となっている。更新月でない期間に途中解約すると、10,260円の解除料がかかる（いわゆる2年しばり）。なお、ホワイトプランNの契約解除料は、「新スーパーボーナス」による解除料免除の対象外である。
ブループランなどの年間割引の利用者が「ホワイトプランN」に変更する場合、「ホワイトプランN」では2年契約が必須になっているため、新スーパーボーナス契約有無によらず「自分割引50」など年間契約割引の解除料は必要ない。逆に更新月以外に「ホワイトプランN」から他の料金プランへ変更する際はプラン変更後の年間契約割引の有無にかかわらず、「ホワイトプランN」の契約解除料が必要になる。
2012年10月31日をもって新規受け付けが終了され、翌日より新たなホワイトプラン（4G LTEないしは4Gの契約者は、対応端末発売開始とともに先行導入）に改定されているが、従前からの利用者については旧々プラン同様、4G端末用プランなどに変更しない限りは継続利用が可能である。

### ホワイトプランR
2012年11月1日より受付開始した現行のホワイトプラン（4G/4G LTE 契約では対応端末発売時に先行導入）。
ホワイトプランNとの違いは、基本料金無料月がなくなっている点、解除料のかからない月が25ヶ月目のみに変更されている点である。
また、3G ユーザはホワイトプランRに加入すると、7ヶ月以上経過後に 4G/4G LTE 契約に変更する際の契約変更手数料が無料になる。これに併せて、2年以内に解約した場合でも解除料の発生しない「標準プラン」(基本料金が税込2022円であること以外は、今般のホワイトプランと同条件で利用可能)が新たに設定されている。
4G LTE／4Gでのホワイトプランと、ホワイトプランに関連するキャンペーン（「スマホまとめて割」、「タブレットセット割」、「スマホBB割」、「スマホBB割 with BBIQ」、「Wi-Fiセット割(4年契約)」）の新規受付は、2014年11月30日で終了する予定であったが、当面の間は引き続き、申し込みを受付することが発表された。なお、受付を終了する時期は改めてホームページ等で通知するとしている。

### ホワイトプラン(i)
iPhone向けのホワイトプランである。

こちらも、2012年11月1日より新たな「ホワイトプランR」相当の内容での受付となったが、変更希望の申し出あるいは4G LTE対応の端末に変更しない限りは、従来通りの「（旧）ホワイトプラン」あるいは「ホワイトプランN」相当の内容での利用が可能となっている。

SoftBank 4G・4G LTE向けの当プランについては、公式ホームページにおいて、「受付終了時期は別途お知らせいたします」との記載がある。

### ホワイトプラン(D)
ディズニー・モバイル on SoftBank契約者向けのホワイトプランである。

サービス内容については、SoftBankブランドの「ホワイトプラン」に準じており、その後の制度改訂についても「ホワイトプラン」から「ホワイトプランN」、さらに2012年11月以降は「ホワイトプランR」相当に変更されている。
SoftBank 4G・4G LTE向けの当プランについては、公式ホームページにおいて、「受付終了時期は別途お知らせいたします」との記載がある。

ディズニー・モバイルの契約者向け料金プランは、このほかにスマ放題(D)が設定されている。

## サービス内容
基本使用料：934円（税抜）/月

### 国内通話料
|         |                                     | 時間帯    | 時間帯                        |
| 1～21時 | 21～1時                             |           |                               |
| ------- | ----------------------------------- | --------- | ----------------------------- |
| 通話先  | ソフトバンク携帯                    | 無料      | 21円/30秒（家族間通話は無料） |
| 通話先  | ソフトバンク以外 1416（留守番電話） | 21円/30秒 | 21円/30秒                     |

### 国内メール料
|        |                  | SoftBank 3G | SoftBank 3G     | SoftBank 6-2 | SoftBank 6-2                  | SoftBank 6-2                  |
|        |                  | SMS         | S!メール(MMS)   | スカイメール | ロングメール (SoftBank 4/3/2) | スーパーメール (SoftBank 6/5) |
| ------ | ---------------- | ----------- | --------------- | ------------ | ----------------------------- | ----------------------------- |
| 通信先 | ソフトバンク携帯 | 無料        | 無料            | 無料         | 8.4円/通                      | 0.315円/パケット              |
| 通信先 | ソフトバンク以外 | 3.15円/通   | 0.21円/パケット | 3.15円/通    | 8.4円/通                      | 0.315円/パケット              |

ウェブやS!メール(MMS)を利用するには、S!ベーシックパック（月額315円税込）への加入が必須である(2008年9月30日までは、ソフトバンク3G携帯電話間でのMMSのみを利用するのであれば、S!ベーシックパックへの加入は不要であった)。S!メール(MMS)では携帯電話番号及びEメールアドレス（softbank.ne.jp,*.vodafone.ne.jp）が利用可能である。
iPhone 3Gとの送受信において、SMS、S!メール(MMS)は無料だがiPhoneユーザー専用Eメールアドレス(i.softbank.jp)との間ではE-Mail送受信となり、通信料（ソフトバンク携帯以外との送受信と同額）が発生する。また、同社が提供するフォトビジョンへの送信はホワイトプラン・ゴールドプランの無料対象外で通信料（ソフトバンク携帯以外への送信と同額）が発生する。
なお、ソフトバンク以外からのメール受信は全文受信しない先行受信であれば、SoftBank 3Gでは全角50文字相当、SoftBank 6-2では全角192文字相当までであれば無料である。
- ウェブ通信料
  - SoftBank 3G - 0.21円/パケット
  - 6・5シリーズ - 0.315円/パケット
  - 4・3・2シリーズ - 2.1円/1KB

なお、ここでの通信先の「ソフトバンク携帯」には、Y!mobileのタイプ1契約（旧・EMOBILE 4G-Sを含む）およびタイプ3契約の3G番号などを含む（ソフトバンク発信音が確認できるもの）。相手がタイプ2契約や旧イー・アクセス契約やPHSの場合は「ソフトバンク以外」が適用される（旧イー・アクセス発信音・ウィルコム発信音が確認できるものなど、ソフトバンク発信音が出ないもの）。以下のセットやオプション契約での「ソフトバンク携帯」には、前述の条件に当てはまるY!mobileブランドを含めることができる場合とできない場合がある。

### ホワイト家族24
2007年6月請求分より、家族割引加入者に自動適用のサービス。家族のSoftBank携帯電話（相手のプランは問わない）への通話が24時間無料となる。窓口で血縁関係を証明して申し込むだけでよく、月額利用料などはかからない。なお「ホワイト家族24」は愛称・通称の類であり、正式にはホワイトプラン用「家族割引」である。

### ホワイト法人24
法人契約向けユーザーを対象に、社内での通話が24時間無料となるサービス。登録できる回線数は2回線から10回線までで、11回線以上のビジネスグループを登録する場合は「ホワイト法人24+」に加入する必要がある。なお「ホワイト法人24」は愛称・通称の類であり、正式にはホワイトプラン用「法人割引」である。新サービス「ホワイト法人」の開始に伴い、2010年8月31日をもって受付終了する。

### ホワイト法人24＋
11回線以上のビジネスグループ用の割引サービスで割引内容は「ホワイト法人24」と同じだが、一回線あたり924円の定額料が発生する。新サービス「ホワイト法人」の開始に伴い、2010年8月31日をもって受付終了する。

### ホワイト学割
学生向けの、ホワイトプラン＋パケットし放題＋S!ベーシックパックのセット割引サービスと言えるもので、新規加入から3年間、ホワイトプラン基本料金が0円、パケットし放題の最低料金が0円になる（上限は変わらず）。なお、S!ベーシックパックの月額300円(税抜)は必要である（新スーパーボーナス特別割引の対象にはなる）。

### Wホワイト
月934円(税抜)の、ホワイトプラン専用割引オプション。他社への通話や無料時間外の通話などで、1ヶ月の課金通話が47分（請求される通話料金が税込1974円）を超える場合はWホワイトを付けた方が安くなる。

### 併用可能サービス
- 新スーパーボーナス
- 家族割引 - 但し、ホワイトプラン加入回線への基本使用料割引はなく、家族通話割引のみの適用（割引率100%、「ホワイト家族24」）。
- パケットし放題／パケットし放題S／パケットし放題 for スマートフォン／パケットし放題フラット
- S!ベーシックパック
- あんしん保証パック
- 基本オプションパック
- Wホワイト
- ハートフレンド割引

## プラン契約者数の推移
2008年11月7日に契約数が1500万件を突破したと発表（うちWホワイトは534万件）。ソフトバンクモバイル全契約のうち3/4以上を占めている。同プランは2007年1月16日に受付開始して以来、10日間で50万件、3週間(2007年2月5日)で100万件の申込みがあり、2007年12月に1,000万契約を突破した。この間、おおよそ1カ月ごとに100万契約ずつ増えていたが占有率の拡大と共に勢いは鈍化傾向にある。
- 2007年1月16日 ホワイトプラン提供開始
- 2007年2月5日 ホワイトプラン契約数100万件突破
- 2007年3月1日 Wホワイト提供開始
- 2007年3月5日 200万件突破
- 2007年3月31日 300万件突破
- 2007年5月3日 400万件突破
- 2007年5月9日 ホワイト家族24発表、6月分から適用
- 2007年6月7日 500万件突破
- 2007年7月8日 600万件突破
- 2007年8月12日 700万件突破
- 2007年9月17日 800万件突破
- 2007年10月29日 900万件突破
- 2007年12月22日 1,000万件突破
- 2008年2月1日 ホワイト学割提供開始
- 2008年2月8日 1,100万件突破
- 2008年3月1日 ホワイト法人24提供開始
- 2008年3月20日 1,200万件突破
- 2008年5月21日 1,300万件突破
- 2008年6月1日 ホワイト法人24+提供開始
- 2008年7月28日 1,400万件突破
- 2008年11月6日 1,500万件突破
- 2009年12月 1,800万件突破

（日付はソフトバンクモバイル発表日）